# Ratusz w Vidnavie
Ratusz w Vidnavie (czes. Vidnavská radnice) – ratusz miejski w czeskiej Vidnavie (kraj ołomuniecki), w południowo-wschodniej pierzei rynku, w obrębie miejskiej strefy zabytkowej.

## Historia i architektura
Pierwszy vidnavski ratusz, już nieistniejący, stał na środku rynku. Obecny, neogotycki obiekt został przebudowany z dawnego komisariatu policji w 1867. Projektantem był Franz Gröger. Elewację zdobią sztukaterie, m.in. portal z wyobrażeniem krabów i motywami kwiatowymi, obramowania okien i gzymsy. Dominantą budowli jest wieża zegarowa ze stożkowym dachem (w 2000 zegar podłączono do nadajnika w Pradze). W 1974 budynek remontowano. Do rejestru zabytków obiekt wpisano w sierpniu 2001 (nr 51087/9–90).
Wewnątrz ratusza zgromadzono pamiątki przeszłości, m.in. tablicę pamiątkową z herbem biskupa wrocławskiego z 1551, czy portal z rozebranego domu przy ulicy Radniční. W holu znajduje się stała wystawa historycznych zdjęć i obrazów miasta oraz okolic. W 2010 samorząd otrzymał dotację na odbudowę sali ceremonialnej. W tym samym roku wyremontowano też elewację ratusza.